# Nőstényördög (film)
A Nőstényördög (eredeti cím: She-Devil) 1989-ben bemutatott amerikai sötét humorú filmvígjáték, melyet Susan Seidelman rendezett. A forgatókönyvet Barry Strugatz írta, Fay Weldon brit írónő 1983-as hasonló című regényéből. A főbb szerepekben Meryl Streep, Roseanne Barr (első filmszerepében) és Ed Begley Jr. látható.
Az Amerikai Egyesült Államokban 1989. december 8-án mutatták be. Bár bevételi és kritikai szempontból sem lett sikeres, Streepet Golden Globe-díjra jelölték, mint legjobb női főszereplőt.

## Cselekmény
Ruth Patchett előnytelen külsejű, túlsúlyos, kétgyerekes háziasszony, kétségbeesetten próbál férje, a könyvelő Bob kedvében járni. Bob egy partin találkozik a romantikus regényeiről ismert, nárcisztikus Mary Fisher írónővel és viszonyt kezd vele. Ruth tisztában van a megcsalással, a férje látogatóba érkező szülei előtt vonja kérdőre házastársát, Bob ezután elhagyja őt. A dühös Ruth bosszút esküszik férje és Mary ellen.
Az asszony listát ír Bob „vagyontárgyairól”, mely otthonából, családjából, karrierjéből és szabadságából áll, és egyenként tönkre akarja tenni ezeket. Elsőként tüzet okoz a házukban, porig égetve azt, majd gyerekeiket a vonakodó Mary és Bob gondjaira bízza, és közli, nem tér vissza. Bob második értéktárgya, a családja is hanyatlani kezd: Mary képtelen szót érteni az őt a regényírásban megzavaró gyerekekkel és ez Bobbal való kapcsolatára is rányomja bélyegét. Az írónő új regénye részben Bobbal való románcáról szól, de könyvkiadója, Paula nincs megelégedve a készülő művel.
Ruth Vesta Rose álnéven munkát szerez egy idősek otthonában és összebarátkozik Francine-nal Mary trágár beszédű, elhidegült édesanyjával. Megszervezi az idős nő látogatását Mary otthonába, a lehető legrosszabb pillanatban. Ruth megismerkedik egy Hooper nevű ápolónővel is, akinek elnyeri a bizalmát. Miután szándékosan kirúgatja Francine-t és önmagát is az otthonból, Ruth szövetkezik Hooperrel és a nő megtakarításait felhasználva munkaközvetítő ügynökséget indítanak kizsákmányolt nők számára. A vállalkozás sikert arat, a megsegített nők pedig szívesen támogatják Ruth bosszúhadjáratát Bob ellen. Olivia, a vonzó, de butácska szőke nő elvállalja Bob titkárnői pozícióját, majd hamarosan viszonyt kezd főnökével. Bár Olivia szereti a férfit, szerelmi vallomása után Bob azonnal kirúgja az életéből és állásából is. Ruth megtudja a volt titkárnőtől, hogy Bob pénzt sikkaszt ügyfelei számláinak kamataiból, melyet egy svájci bankszámlájára utal át.
Miközben Maryvel interjú készül, anyja zavarba ejtő titkokat oszt meg lánya életéből, ezzel tönkre téve karrierjét. Olivia és Ruth feltöri Bob számítógépét, majd értesíti az adóhivatalt. Ruth kompromittáló képeket is küld Marynek Bob és Olivia légyottjáról. Mary elegáns partit szervez, amit a betoppanó hatóságok szakítanak félbe, letartóztatva Bobot. Bár a férfi ügyvédje megveszteget egy korrupt bírót, enyhe ítélet reményében, de Ruth közbenjárásával egy női bíró kapja az ügyet. A könyvelőt 18 hónap börtönbüntetésre ítélik, így utolsó értéktárgya, a szabadsága is tönkremegy. Közben Mary megtudja, hogy szerelme tőle is lopott, ezért szakít vele, ezután eladja a házát. Bob rájön: kapzsisága, önzősége és hűtlensége Ruth iránt mindenéből kiforgatta.
16 hónappal később Ruth és a gyerekek meglátogatják a börtönben Bobot, aki nagymértékben megváltozott, válásukat követően jóval barátságosabb a volt feleségéhez és szabadulása után gyerekeivel is több időt akar majd eltölteni. Ruth megállapítja: bár néhányan meg tudnak változni, erre nem mindenki képes. Marynek sikerült rendbehoznia karrierjét és egy dedikáláson Ruthnak is autogramot ad (bár nem ismeri fel). A Ruth mögött álló férfival azonnal flörtölni kezd, demonstrálva, nem változott meg teljes mértékben. 
A film végén Ruth mosolyogva sétál a zsúfolt Manhattan utcáin, a cégének dolgozó nők kíséretében.

## Szereplők
| Szerep                    | Színész             | Magyar hang        | Magyar hang   |
| Szerep                    | Színész             | 1. szinkron (1991) | 2. szinkron   |
| ------------------------- | ------------------- | ------------------ | ------------- |
| Mary Fisher               | Meryl Streep        | Kútvölgyi Erzsébet | Götz Anna     |
| Ruth Patchett             | Roseanne Barr       | Pécsi Ildikó       | Kiss Erika    |
| Bob Patchett              | Ed Begley Jr.       | Maros Gábor        | Kassai Károly |
| Hooper                    | Linda Hunt          | Várhegyi Teréz     |               |
| Mrs. Fisher               | Sylvia Miles        | Schubert Éva       |               |
| Nicolette Patchett        | Elisebeth Peters    | Somlai Edina       |               |
| Andy Patchett             | Bryan Larkin        | Simonyi Balázs     |               |
| Garcia                    | A Martinez          | Melis Gábor        |               |
| Olivia Honey              | Maria Pitillo       | Söptei Andrea      |               |
| Mrs. Trumper              | Mary Louise Wilson  | Földi Teri         |               |
| Ute                       | Susan Willis        | Bakó Márta         |               |
| Larry                     | Jack Gilpin         | Csonka András      |               |
| önmaga                    | Robin Leach         |                    |               |
| önmaga                    | Sally Jessy Raphael |                    |               |
| ingatlanügynök            | June Gable          |                    |               |
| Paula                     | Doris Belack        | Faragó Vera        |               |
| Vesta Rose álláskereső nő | Lori Tan Chinn      | Czigány Judit      |               |
| Brown bírónő              | Rosanna Carter      | Martin Márta       |               |

## A film készítése
Fay Weldon 1983-as Nőstény ördög című regényét eredetileg a BBC adaptálta televízióra, az 1986-ban bemutatott The Life and Loves of a She-Devil című hatrészes minisorozat formájában. Ez jóval hűebben követte az alapművet, mint Susan Seidelman filmváltozata, mely csak a forrásmű első felét dolgozta fel. A könyvbéli hősnő drasztikus plasztikai műtéteken esik át, így válva egyre inkább hasonlatossá nemeziséhez, Mary Fisherhez. Seidelman kihagyta ezt a cselekményszálat és boldogabb befejezést adott filmjének.
Bár John Huston is érdeklődött a megfilmesítés iránt, Weldon Seidelmant választotta, mivel úgy érezte, a rendezőnő érdeklődése személyesebb jellegű a projekt iránt. A film költségvetése egyes források szerint 16 millió, más beszámolók alapján 25 millió amerikai dollár volt. Seidelman elküldte a forgatókönyvet Meryl Streepnek, de nem részletezte, melyik szerepet szánta neki. A rendezőnő megkönnyebbülésére Streep Mary Fishert szerette volna megszemélyesíteni. A főszereplő Roseanne Barr lett, akinek ez volt első mozifilmes szerepe.
A forgatás 1989. április 12-én kezdődött New Yorkban.

## Fogadtatás
A film bevételi és kritikai szempontból sem aratott sikert, az észak-amerikai mozikban 15,35 millió dolláros bevételt ért el. A Rotten Tomatoes 25 kritikus véleményét összegezve 48%-ra értékelte.
A 47. Golden Globe-gálán Meryl Streepet díjra jelölték legjobb női főszereplő (filmmusical vagy vígjáték) kategóriában.

## Fordítás
- Ez a szócikk részben vagy egészben  a   She-Devil (1989 film) című angol Wikipédia-szócikk ezen változatának fordításán alapul.  Az eredeti cikk szerkesztőit annak laptörténete sorolja fel. Ez a jelzés csupán a megfogalmazás eredetét és a szerzői jogokat jelzi, nem szolgál a cikkben szereplő információk forrásmegjelöléseként.